# 植民地の一覧
この一覧は未完成です。加筆、訂正して下さる協力者を求めています。
植民地の一覧（しょくみんちのいちらん）は、移住植民地のみならず、保護国・保護地・租借地・特殊会社領・委任統治領などの本土により政治的・経済的影響下に置かれる地域を意味する植民地の一覧である。

## ヨーロッパ諸国の植民地

### イギリス
- ロアノーク植民地 - 1585年設立

### フランス
- アラウカニア・パタゴニア王国
- ウォリス・フツナ
  - アロ首長国（英語版）
  - ウヴェア首長国（英語版）
  - シガヴェ首長国（英語版）
- グアドループ
- クリッパートン島
- サンピエール島・ミクロン島
- サン・ドマング
- サン・バルテルミー島
- サン・マルタン
- 上海フランス租界
- ニューカレドニア
- ヌーベルフランス
  - フランス領アカディ
  - フランス領カナダ（英語版）
  - フランス領テールヌーヴ（英語版）
  - フランス領ハドソン湾地域
  - フランス領ルイジアナ
- フランス保護領チュニジア
- フランス領アルジェリア
- フランス領インド
- フランス領インドシナ
  - 安南
  - 広州湾租借地
  - トンキン保護国
  - フランス保護領カンボジア
  - フランス領コーチシナ
  - ラオス保護国
- フランス領ギアナ
- フランス領赤道アフリカ
  - フランス領ウバンギ・シャリ
  - フランス領ガボン
  - フランス領コンゴ
  - フランス領チャド
- フランス領ソマリランド
- フランス領南方・南極地域
- フランス領西アフリカ
  - オートボルタ植民地
  - ニジェール植民地
  - フランス領ギニア
  - フランス領スーダン
  - フランス領セネガル
  - フランス領象牙海岸
  - フランス領ダホメ
  - モーリタニア植民地
- フランス領ポリネシア
- フランス領マダガスカル
- フランス保護領モロッコ
- マルティニーク
- レユニオン

### ロシア
- ロシア領アメリカ
- ロシア領大連

### ドイツ
- 膠州湾租借地
- ドイツ領サモア
- ドイツ領南西アフリカ
- ドイツ領西アフリカ（英語版）
  - ドイツ領カメルーン
  - ドイツ領トーゴラント
- ドイツ領ニューギニア
- ドイツ領東アフリカ

ナチスドイツの国家弁務官区及び占領地域
- ウクライーネ国家弁務官区
- オストラント国家弁務官区
- ニーダーランテ国家弁務官区
- ノルヴェーゲン国家弁務官区
- ベルギエン・ノルトフランクライヒ国家弁務官区

### イタリア
- イタリア保護領アルバニア
- イタリア領エーゲ海諸島
- イタリア領東アフリカ
  - イタリア領エチオピア
  - イタリア領エリトリア
  - イタリア領ソマリランド
  - イタリア領トランス・ジュバ
- イタリア領リビア
  - イタリア領キレナイカ
  - イタリア領トリポリタニア
  - フェザーン

### オランダ
- オランダ領フォルモサ
- オランダ領セイロン
- オランダ領東インド
- オランダ領ニューギニア

 傀儡国 
- 東インドネシア国

### ポルトガル
- ポルトガル領ブラジル（英語版）
- ポルトガル領セイロン
- ポルトガル領マラッカ（英語版）
- ポルトガル領インド
- ポルトガル領ギニア
- ポルトガル領東アフリカ
- ポルトガル領西アフリカ
- ポルトガル領ティモール
- ポルトガル領マカオ

### スペイン
- スペイン統治時代の台湾

### ベルギー
- ベルギー領コンゴ
- ルアンダ＝ウルンディ

## オセアニア諸国の植民地

### オーストラリア

#### 信託統治領
- オーストラリア領パプア

### ニュージーランド

#### 特別領（英語版）
- チャタム諸島

#### ニュージーランド王国の構成国
自由連合
- クック諸島
- ニウエ

自治領
- トケラウ

### パプアニューギニア
自治州
- ブーゲンビル州

## アジア諸国の植民地

### 日本
- 蝦夷地
- 小笠原諸島
- 樺太庁
- 関東州
- 千島列島
- 日本領台湾
- 日本領朝鮮
- 南洋諸島
- 満洲国
- 琉球藩

第二次世界大戦における占領地域
- インドネシア
- 大宮島
- 北ボルネオ
- 昭南島
- 香港占領地
- マレー

### 中国

#### 明
- 永楽帝による朝鮮国王の冊封体制
  - 李氏朝鮮 (1403年 - 1637年)

#### 清
- 丁丑約条による冊封体制下
  - 李氏朝鮮 (1637年-1895年)

## 南北アメリカ諸国の植民地

### アメリカ
- ハワイ共和国
- フィリピン諸島政府

## アフリカ諸国の植民地

### エチオピア
- エリトリア州

### 南アフリカ
- 南西アフリカ

### モロッコ
- トンブクトゥ・パシャリク（アラビア語版）